# Kieran Egan
Kieran Egan (1942-2022) est un philosophe de l'éducation. Il a étudié les humanités classiques, l'anthropologie, la psychologie cognitive et l'histoire culturelle . Il a écrit sur l'éducation et le développement de l'enfant, en insistant sur l'importance de l'imagination et des "stades intellectuels" qui sont atteints au cours du développement intellectuel d'un individu.
Il a étudié les travaux de Jean Piaget et d'éducateurs progressistes, particulièrement Herbert Spencer et John Dewey.
Il travaille actuellement à l'Université Simon Fraser . Son ouvrage le plus connu est The Educated Mind  (publié en 1997).[réf. nécessaire]

## Biographie
Egan est né le 22 mai 1942 à Clonmel en Irlande. Il est élevé et éduqué en Angleterre. Il est diplômé de l'université de Londres avec un baccalauréat ès arts en 1966. Il travaille ensuite comme chercheur à l'Institute for Comparative Studies de Kingston upon Thames. Il déménage aux États-Unis et commence un doctorat en philosophie de l'éducation à la Stanford Graduate School of Education . Egan termine son doctorat à l'université Cornell en 1972.

## Parcours
Kieran Egan dirige le Groupe de recherche sur l'éducation par l'imagination, fondé par la Faculté d'éducation de l'Université Simon Fraser. L'objectif de ce groupe est d'améliorer l'éducation à l'échelle mondiale par l'étude et le développement de l'éducation imaginative 

## Théories

### Critique des précédentes théories sur l'éducation
Egan théorise que l'essence de l'éducation se base sur trois idées simples, qui résument ce que devrait être le but de l'éducation. 
- Premièrement, elle doit viser à transmettre une méthode donnant une « vision privilégiée et rationnelle de la réalité » [5](à l'image de Platon, fondateur de l'Académie).
- Deuxièmement, elle doit permettre que chaque individu poursuive son propre cursus éducatif, et ainsi se découvre soi-même (à l'image de Jean-Jacques Rousseau).
- Enfin, elle amène les enfants à se socialiser et assure qu'ils pourront plus tard occuper un rôle dans la société.

### Théorie du "résumé culturel"
Selon Egan, il existe cinq catégories de compréhension. Les cinq types sont les compréhensions somatique, mythique, romantique, philosophique et ironique.

## Ouvrages
- 1976 Communication structurelle . Fearon Publishers, Belmont, Californie. (ISBN 0-8224-6550-7)
- 1979 Développement de l'éducation . Presse universitaire d'Oxford, New York. (ISBN 0-19-502458-3)
- 1983 Éducation et psychologie : Platon, Piaget et la psychologie scientifique . Teachers College Press, université Columbia, New York ; Londres. (ISBN 0-8077-2717-2)
- 1988 Compréhension primaire : éducation dans la petite enfance . Routledge, New York. (ISBN 0-415-90003-4)
- 1988 Imaginaire et Éducation . Teachers College Press, New York. (ISBN 0-8077-2878-0)
- 1989 L'enseignement comme narration d'histoires : une approche alternative de l'enseignement et du curriculum à l'école primaire . Presse de l'université de Chicago, Chicago. (ISBN 0-226-19031-5)
- 1990 Compréhension romantique : le développement de la rationalité et de l'imagination, de 8 à 15 ans . Routledge, New York. (ISBN 0-415-90050-6)
- 1992 L'imagination dans l'enseignement et l'apprentissage : les années de collège . Presse de l'université de Chicago, Chicago. (ISBN 0-226-19033-1)
- 1997 L'esprit instruit : comment les outils cognitifs façonnent notre compréhension . Presse de l'université de Chicago, Chicago. (ISBN 0-226-19036-6)
- 1999 Children's Minds, Talking Rabbits &amp; Clockwork Oranges: Essays on Education . Teachers College Press, New York. (ISBN 0-8077-3808-5)
- 2002 Se tromper depuis le début : notre héritage progressiste de Herbert Spencer, John Dewey et Jean Piaget . Presse universitaire de Yale, New Haven. (ISBN 0-300-09433-7)
- 2005 Une approche imaginative de l'enseignement . Jossey-Bass, San Francisco, Californie. (ISBN 0-7879-7157-X)
- 2006 Enseigner la littératie : stimuler l'imagination des nouveaux lecteurs et écrivains . Corwin Press, Thousand Oaks, Californie. (ISBN 1-4129-2788-9)
- 2008 L'avenir de l'éducation : Réinventer nos écoles à partir de zéro . Yale University Press, New Haven, Connecticut. (ISBN 978-0-300-11046-3)
- 2010 Apprendre en profondeur : une innovation simple qui peut transformer la scolarité . Presse de l'université de Chicago, Chicago, Illinois. (ISBN 978-0-226-19043-3)
- 2014 Projets scolaires pour toute l'école : Engager l'imagination par le biais d'une enquête interdisciplinaire . Teachers College Press, New York. (ISBN 978-0-807-75583-9)
- 2015 Imagination et apprenant engagé : outils cognitifs pour la salle de classe . Teachers College Press, New York. (ISBN 978-0-807-75714-7)